# 주민진
주민진(朱敏眞, 1983년 8월 1일~)은 대한민국의 은퇴한 쇼트트랙 선수이다.
1998년과 1999년 세계 주니어 쇼트트랙 선수권 대회에서 여자 선수로는 처음으로 2년 연속 종합 우승을 차지하면서 주목을 받기 시작하였다. 세화여자고등학교 1학년 재학 중 국가대표로 뽑혀 세계 선수권 대회와 월드컵 시리즈에 참가하였으며, 2002년 동계 올림픽에서는 3000 미터 계주팀의 일원으로 출전하여 금메달을 땄다. 2003년 동계 아시안 게임에서 3000미터 계주 금메달을 획득한 뒤 현역에서 은퇴하였다.
이화여자대학교 졸업 후 2008년 4월 쇼트트랙 국가대표팀 코치로 선발되었는데, 이는 2004년 11월 폭력 파동으로 퇴진한 김소희 전 코치 이후 여성 지도자로는 2번째로 대표팀 코치에 발탁된 것이다. 2008-09 시즌 여자 쇼트트랙 국가대표팀을 이끌었으며, 1년여 만인 2010년 11월 2010-11 시즌 대표팀 코치에 다시 임명되어 2011년 동계 아시안 게임에 참가하였다.

## 출신 학교
- 이태원초등학교
- 보성여자중학교
- 세화여자고등학교
- 이화여자대학교